# Oumm Djémil
أروى بنت حرب
Arwa bint Harb (en arabe : أروى بنت حرب, Arwā bint Ḥarb), connue sous la kunya d'Oumm Djémil (en arabe : أمّ جميل, Umm Jamil), née au VIe siècle à La Mecque et morte après 624 dans un lieu inconnu, est une notable et poétesse mecquoise.
Selon la tradition musulmane, Oumm Djémil appartient à la tribu de Coreïch, elle est la petite-fille d'Omeyya ibn Abd Shams, l'ancêtre de la dynastie califale des Omeyyades, fondée en 661 par Muʿawiya Ier, fils de son frère Abou-Sofiane. Épouse d'Abou-Lahab, demi-oncle paternel de Mahomet, elle est l'une des plus farouches opposantes de ses prêches de l'islam. Ses fils Otbah et Otaybah avaient épousés Rokayya et Oumm Koulthoum, filles de Mahomet, avant d'en divorcer pour divergence religieuses, en 613. En 624, ses trois filles et son frère se convertissent à l'islam et suivent Mahomet à Médine. Selon l'exégèse musulmane, elle est mentionnée et maudite avec son mari dans la sourate 111 du Coran, sous le surnom de « la porteuse de bois ». L'identification d'Abou-Lahab et de son épouse aux parents de Mahomet est remise en question par la recherche historique contemporaine, qui y voit une explication fantaisiste pour expliquer ces personnages obscurs.

## Biographie

### Famille
Arwa est la fille de Harb ibn Omeyya et de Fahita bint Amir ibn Mo'attab el-Sakafi. Sœur d'Abou-Sofiane, elle est une femme influente de La Mecque par sa naissance. Entre la fin du VIe siècle et le début du VIIe siècle, elle épouse Abd-el-Ozza ibn Abd-el-Mouttaleb, lui aussi membre d'un clan influent de la cité caravanière. Le couple a six enfants :
- Otbah, qui épouse Rokayya bint Mahomet avant 613 ;
- Otaybah, qui épouse Oumm Koulthoum bint Mahomet avant 613 ;
- Mo'attab ;
- Durra, qui épouse al-Harith ibn Amr ibn Nawfal, dont elle a el-Walid, Abou-el-Hasan et Mouslim. Après la mort de son mari, combattant mecquois durant la bataille de Badr, en 624, Durra épouse Dihya ibn Khalifa el-Kalbi[1] ;
- Ozza, qui épouse Awfa ibn Hakim ibn Omeyya, dont elle a Obayda, Saïd et Ibrahim[1] ;
- Khalida, qui épouse Othman ibn Abou-el-As ibn Bishr el-Thaqafi, dont postérité[1].

### Opposition à Mahomet
À partir de 610, son neveu par alliance Mahomet commence à affirmer qu'il est prophète de Dieu et prêche une nouvelle religion, l'islam. Étant polythéiste, Oumm Djémil s'oppose violemment à sa croyance en l'unicité de Dieu (tawhid). En 613, Abou-Lahab oblige ses fils à divorcer de Rokayya et d'Oumm Koulthoum. En 624, Abou-Lahab meurt à La Mecque de ses blessures, consécutives à la bataille de Badr.
Leurs filles se convertissent à l'islam et vont à Médine, avec leurs maris musulmans.

#### La«porteuse de bois»
La sourate 111 du Coran, Al-Massad (en arabe : المسد, Les Fibres) dit : « Que périssent les deux mains d'Abou-Lahab et que lui-même périsse. Sa fortune ne lui sert à rien, ni ce qu'il a acquis. Il sera brûlé dans un Feu plein de flammes. De même sa femme, la porteuse de bois, à son cou, une corde de fibres. » Le méchant surnom d'Abou-Lahab (« père de la flamme ») est lié à la damnation qui attend le parent de Mahomet. Abou-Lahab s'en serait violemment prit à son neveu et l'aurait maudit. Selon la tradition, Mahomet déshonorerait Oumm Djémil en insistant sur son métier car il s'agit d'un des plus vils pour les femmes selon les mœurs arabes médiévales ; ou alors parce qu'elle aurait placé des épines sur le passage de Mahomet pour lui blesser les pieds ; ou selon un sens métaphorique, elle portait du bois pour alimenter le feu des calomnies envers Mahomet. La lecture traditionnelle de cette sourate, ainsi que sa datation (mecquoise ou médinoise ?) sont remises en question par la recherche historique moderne. Il faut lire, dans les exégèses, des interprétations du Coran au travers d'une reconstruction d'un passé mythifié par des traditions.
L'exégèse coranique affirme qu'Oumm Djémil était borgne. Quand elle entendit la sourate 111, elle se mit à pleurer et prit des pierres dont elle voulait frapper Mahomet. Celui-ci priait dans la Kaaba, Abou-Beker, le beau-père et ami de Mahomet, prévient qu'elle arrive, mais son gendre récite une partie du Coran pour se cacher d'elle : « Et quand tu lis le Coran, Nous plaçons, entre toi et ceux qui ne croient pas en l'au-delà, un voile invisible » (17:45). Oumm Djémil dit à Abou-Beker qu'elle avait entendu Mahomet réciter des vers la dénigrant ; il lui répondit que cela était faux, alors elle s'en alla.